# HD21551
HD21551 — хімічно пекулярна зоря спектрального класу B8, що має видиму зоряну величину в смузі V приблизно  5,8.
Вона  розташована на відстані близько 869,8 світлових років від Сонця.